# Comisión (mafia estadounidense)
La Comisión es el órgano rector nacional de la mafia italoestadounidense. Formada en 1931, la Comisión sustituyó el título del "capo de todos los capos", con una especie de Comisión de gobierno, consistente en los jefes de las Cinco Familias de Nueva York y el jefe del Outfit de Chicago (familia mafiosa de Chicago). La última reunión conocida de la Comisión que se celebró con todos los jefes fue en noviembre de 1985.

## Historia

### Antes de la Comisión
Antes de que la Comisión fuese creada, las familias mafiosas estadounidenses del crimen estaban bajo el control de una figura conocida como capo di tutti capi ("capo de todos los capos"). Tenía un gran poder sobre todos sus jefes, lo que provocaba continuos conflictos y guerras.
En 1929, dos jefes de la mafia de Nueva York Joe "The Boss" Masseria y Salvatore Maranzano pelearon por este título en la Guerra de los Castellammarese. El 15 de abril de 1931, Masseria fue asesinado permitiendo a Maranzano asumir el dicho título. Maranzano comenzó a dividir todas las bandas de delincuentes en varias familias del crimen. Posteriormente, Lucky Luciano y sus aliados decidieron eliminar a Maranzano. El 10 de septiembre de 1931 sería asesinado.

### La formación de la Comisión
Después del asesinato de Maranzano en 1931, las familias de la mafia convocaron una reunión en Chicago. El propósito de la reunión fue la de sustituir la vieja figura del "capo de todos los capos" y establecer un nuevo régimen consensuado entre las familias del crimen. Charlie Luciano estableció un Consejo de Administración mafioso que se denominará "La Comisión" para supervisar todas las actividades de la mafia en los Estados Unidos y servir como mediador de conflictos entre familias. La Comisión constaba de siete jefes de familias mafiosas: los líderes de las Cinco Familias de Nueva York: Charlie "Lucky" Luciano, Vincent Mangano, Tommy Gagliano, Joseph Bonanno y Joe Profaci, el jefe del Chicago Outfit, Al Capone y el jefe de la familia criminal de Búfalo, Stefano Magaddino. Charlie Luciano fue nombrado presidente de la Comisión. La Comisión acordó celebrar reuniones cada cinco años o cuando fuera necesario para discutir problemas de las familias.

### El poder de la Comisión
La Comisión tenía la potestad de aprobar la elección de un nuevo jefe de cualquier familia antes de que tomara posesión de su cargo oficialmente. Las Cinco Familias de Nueva York decidieron también que los nombres de todos los nuevos miembros propuestos debían ser aprobados por las demás familias. Después de que el nuevo miembro propuesto fuera aprobado se convertía en un hombre de honor.
La Comisión permitió que los mafiosos judíos Meyer Lansky, Bugsy Siegel, Louis "Lepke" Buchalter, Dutch Schultz y Abner "Longie" Zwillman pudieran trabajar al lado de ellos y participar en algunas reuniones. En 1935, Dutch Schultz cuestionó la autoridad de la Comisión cuando quiso asesinar al fiscal Thomas Dewey. En vez de eso, la Comisión asesinó a Schultz el 23 de octubre de 1935. La Comisión usó a Louis Buchalter para doblegar a cualquier enemigo ante su autoridad.
En 1936, Charles "Lucky" Luciano fue encarcelado, lo que permitió a los cinco jefes, Vincent Mangano, Joseph Profaci, Joseph Bonanno, Tommy Gagliano, y Stefano Magaddino a que tomasen el control de la Comisión. Los cinco jefes eran todos de la "facción conservadora" de la comisión y creían en las tradiciones sicilianas para la mafia americana. La facción conservadora eligió a Vincent Mangano como el nuevo presidente y Joseph Profaci se convirtió en el secretario de la Comisión. En 1946, la Conferencia de La Habana fue organizada por Charly Luciano para discutir con la Comisión el futuro de la mafia americana. La Comisión decidió en la reunión que Luciano se convertiría en el nuevo "jefe de jefes", que la mafia norteamericana participaría activamente en el tráfico de narcóticos y que Bugsy Siegel debía ser asesinado por apropiarse dinero del Hotel Flamingo en Las Vegas.
En 1951, el líder de la facción conservadora Vincent Mangano desapareció y Albert Anastasia se alineó con los miembros de la facción "más liberal y propiamente americana" como Frank Costello y Tommy Lucchese. El poder de la Comisión pasó de la "facción conservadora-siciliana" a la "facción liberal-americana".
En 1957, en la Reunión de Apalachin la Comisión decidió que dos jefes más Angelo "Gentle Don" Bruno de la familia criminal de Philadelphia y Joseph "Joe Z." Zerilli de la Detroit Partnership (familia mafiosa de Detroit), recibieran un asiento en la Comisión. Jack Dragna, jefe de la familia criminal de Los Ángeles durante 25 años, también ocupó un asiento en la Comisión. Desde la muerte de Dragna en 1956, la familia mafiosa de Los Ángeles ha sido representada por el Chicago Outfit.

### La Comisión hoy en día
Se tiene constancia por las autoridades y la prensa de que aún existe la Comisión, y su composición actual está conformada por los jefes de las Cinco Familias de Nueva York y el Outfit de Chicago. Sus actividades, al igual que gran parte de la mafia en general, se han ocultado de la vista del público por cuestión de necesidad, debido a los golpes dados a la mafia italoestadounidense por parte del FBI. A causa de las numerosas persecuciones legales, que terminaron con el Proceso contra la Comisión, los jefes mafiosos no se han vuelto a reunir en persona desde que Paul Castellano fuera asesinado en 1985. Al no existir reunión de los miembros de la Comisión en persona, no se pueden aprobar acciones que impliquen cambios de fondo y de forma en los procedimientos de la mafia; aun así, se siguen produciendo minirreuniones entre dos o más jefes. En el año 2000, representantes de las Cinco Familias (tres jefes, un consigliere y un miembro del grupo dirigente de los Genovese) llevaron a cabo una reunión.

## Líderes históricos

### Jefe de la Comisión
No existía ningún "gobernante" en la Comisión, pero se nominó a un Presidente o Jefe de la Comisión Nacional. Este fue utilizado como un sustituto para el papel de capo di tutti capi, ya que tenía las connotaciones del anterior sistema de gobierno basado en un único líder (mustache Pete).
- 1931–1936 — Charles "Lucky" Luciano[8] — arrestado en 1936 y deportado en 1946.
- 1936–1951 — Vincent Mangano[8] — "altavoz" de la "facción conservadora", desaparecido en abril de 1951.
- 1951–1957 — Liderazgo disputado entre la "facción conservadora" y la "facción liberal".
  - 1951–1957 — Joseph Bonanno[8] — encabezó la facción conservadora, junto con Joséph Profaci y Stefano Magaddino.
  - 1951–1957 — Frank Costello — encabezó la facción liberal, junto con Albert Anastasia y Tommy Lucchese.
- 1957–1959 — Vito Genovese[11] — encabezó la facción liberal, junto con Tommy Lucchese y Carlo Gambino. Fue encarcelado en 1959 y murió el 14 de febrero de 1969.
- 1959–1976 — Carlo Gambino[11] — se alió con Tommy Lucchese y el retirado Frank Costello. Murió el 15 de octubre de 1976.
- 1976–1985 — Paul Castellano — asesinado el 16 de diciembre de 1985.[12]
- 1985 — Después del Proceso contra la Comisión, se decidió que la Comisión ya no se reuniera como grupo.[2] En su lugar, los miembros de la Comisión votan y envían mensajeros en relación con los temas de la Comisión.[2]
- No oficial 1986–1992 — John Gotti — encarcelado en 1992 y muerto el 10 de junio de 2002.
- No oficial 1992–1997 — Vincent Gigante[13] — encarcelado en 1997 y muerto el 19 de diciembre de 2005.
- No oficial 2000–2003 — Joseph Massino — encarcelado en 2003. En 2004, se convirtió en testigo protegido del FBI, siendo la primera vez en la historia que un jefe mafioso en propiedad confiesa sus delitos y testifica contra otros miembros mafiosos.

### Familias con asiento en la Comisión
- Genovese (1931–presente)[14]
- Gambino (1931–presente)[14]
- Lucchese (1931–presente)[14]
- Outfit de Chicago (1931–presente), a menudo son representados en las reuniones por la Familia Genovese[14]
- Bonanno (1931–1970s;[14] 1990s–presente)
- Colombo (1931–1990s;[14] 2000s–presente)

Familias representadas por la Familia Genovese
- Familia criminal de Búfalo – la familia ocupó un asiento entre 1931 y 1974, ahora la familia está representada por la Familia Genovese[14]
- Familia criminal de Philadelphia – la familia ocupó un asiento entre 1961 y 1980, hoy día la representa en La Comisión la Familia Genovese[1][14]
- Detroit Partnership – la familia ocupó un asiento entre 1961 y 1977; en la actualidad, está representada por la Familia Genovese[14]
- Familia criminal DeCavalcante (Nueva Jersey)[14]
- Familia criminal Patriarca (Nueva Inglaterra)[14]
- Familia criminal de Pittsburgh[1][14]
- Familia criminal de Cleveland[1][14]
- Familia criminal de New Orleans[14]

Familias representadas por el Outfit de Chicago
- Familia criminal de Milwaukee[1][14]
- Familia criminal de Kansas City[14]
- Familia criminal de St. Louis[14]
- Familia criminal Trafficante[14]
- Familia criminal de Los Ángeles[1][14]
- Familia criminal de San Francisco[1]
- Familia criminal de San José[1]

## En la cultura popular
- En la película El padrino, las Cinco Familias convocaron una reunión de la Comisión para discutir la paz entre las familias Corleone y Tattaglia.
- En la película El padrino III, los miembros de la Comisión fueron asesinados en Atlantic City, New Jersey por un ataque desde un helicóptero.
- En el film Mobsters, protagonizada por Christian Slater como Luciano, se crea la Comisión y Luciano se convierte en el "presidente de la junta".
- En el videojuego Grand Theft Auto IV ubicado en Liberty City, (New York City) el jefe Jimmy Pegorino trata de conseguir un asiento en la Comisión.
- En el film Hoodlum, la Comisión se reúne para discutir negocios de la mafia.
- En la película Bugsy, protagonizada por Warren Beatty como Bugsy Siegel, la Comisión se reúne en La Habana, Cuba, para discutir sobre la vida o la muerte de Bugsy.